# Yamula-Talsperre
Die Yamula-Talsperre (türkisch Yamula Barajı) befindet sich in Zentralanatolien – 25 km nördlich der Provinzhauptstadt Kayseri am Fluss Kızılırmak.
Die in der türkischen Provinz Kayseri gelegene Talsperre wurde 2000–2005 als Betreibermodell realisiert.
Der 542 m lange Steinschüttdamm mit Lehmkern hat eine Höhe von 115 m (über Gründungssohle) und besitzt ein Volumen von 6,519 Mio. m³.
Der zugehörige Stausee besitzt ein Speichervolumen von 3476 Mio. m³. Das nutzbare Speichervolumen beträgt 2025 Mio. m³.
Das Wasserkraftwerk der Yamula-Talsperre verfügt über zwei 52 MW-Francis-Turbinen (mit Vertikal-Achse). Das hydraulische Potential liegt bei 96,5 m.
Das Regelarbeitsvermögen liegt bei jährlich 423 GWh.
Flussabwärts befindet sich die Bayramhacı-Talsperre.